# Заболотово (Сумская область)
Заболотово (укр. Заболотове) — село,
Червоноранковский сельский совет,
Кролевецкий район,
Сумская область,
Украина.
Код КОАТУУ — 5922688204. Население по переписи 2001 года составляло 88 человек.

## Географическое положение
Село Заболотово находится на правом берегу реки Сейм,
выше по течению на расстоянии в 6 км расположено село Мутин,
ниже по течению на расстоянии в 8 км расположено село Любитово,
на противоположном берегу — село Жолдаки (Конотопский район).
Река в этом месте извилистая, образует лиманы, старицы и заболоченные озёра.
Вокруг села много ирригационных каналов.